# Faedo (Trento)
Faedo és un municipi italià, dins de la província de Trento. L'any 2007 tenia 586 habitants. Limita amb els municipis de Giovo, Mezzocorona i San Michele all'Adige.

## Administració
| Període | Identitat      | Partit        |
| ------- | -------------- | ------------- |
| 2008-   | Bruno Faustini | Llista cívica |